# Jérôme Tonnerre
Jérôme Tonnerre (født 1959 i Paris) er en fransk manuskriptforfatter.

## Filmografi
Udvalgte film med manuskript af Tonnerre:
- 2010 – Kvinderne på 6. sal
- 2006 – Min bedste ven
- 2004 – Intime betroelser
- 1992 – Et hjerte af sten
- 1990 – Min mors slot
- 1990 – Min fars store dag